# نگریتود
نگریتود (به فرانسوی Négritude. این مفهوم مرکب است از کلمهٔ "Nègre" به معنای «سیاه یا زنگی» و پسوند "itude-". در فارسی ترجمه شده به «سیاه‌وارگی») یک جنبش انتقادی و ادبی بود که توسط روشنفکران، سیاست‌مداران و نویسندگان آفریقایی‌تبار و کارائیبیِ سرزمین فرانسه در دههٔ ۱۹۳۰ آغاز و هدایت شد. شاعر بزرگ فرانسوی امه سزر، لئوپولد سدار سنگور (نخستین رئیس‌جمهور سنگال) و لئون-گونتران داماس از جمله بنیانگذاران و رهبران این جنبش بودند.

## ماهیت

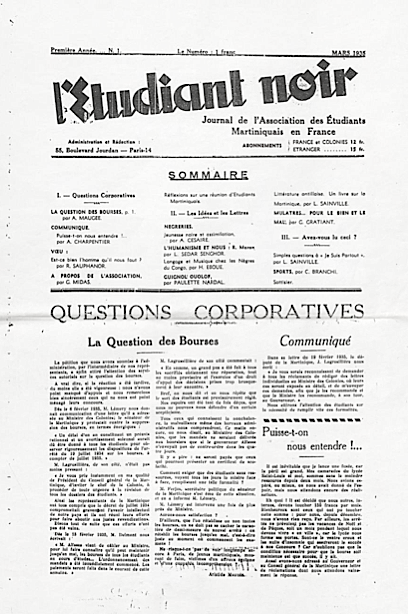
جلد نخستین شماره مجله L'Étudiant noir که امه سزر در آن ایده‌اش درمورد نگریتود را منتشر کرد.

نگریتود را می‌توان جنبشی نژادی علیه امپریالیسم فرانسه دانست. در قرن بیستم، فرانسه در بسیاری از کشورهای آفریقایی و جزایر هند غربی حضور نظامی و سیاسی داشت و فرهنگ و تفکر خود را در آن مناطق مسلط ساخته بود. همین موضوع سبب آن می‌شد که فرهنگ‌های بومی و سیاه‌پوستان آفریقایی نتوانند امکان بروز و اعتلا داشته باشند. همین کافی بود تا روشنفکران بومی و تحصیل کردهٔ سیاه‌پوست در کشور فرانسه به سرزمین مادری‌شان بازگردند و دربرابر این استیلا و استعمار به مبارزه برخیزند. البته جنس این مبارزه نه نظامی بلکه هنری و ادبی بود.

این جنبش را سه دانشجوی سیاه‌پوست به نام‌های امه سزر، لئوپولد سدار سنگور و لیون داما بنیاد گذاشتند. آنها به همراه سایر هم‌راهان خود سعی کردند تا فرهنگ از دسته رفتهٔ سیاهان آفریقایی پیش از استعمار را بازیابی کنند و آنرا در مقابل فرهنگ اروپایی بگذارند تا در نهایت علیه استعمار و نژادپرستی بایستند. شعر سرودند، داستان نوشتند و محافلی را برگزار کردند و اینگونه مبارزه را ادامه دادند تا به جهانیان بقبولانند که سیاهان نژاد پست‌تر از اروپاییان نیستند. ادعای دیگر آنها این بود که آفریقایی‌ها نسبت به اروپائی‌ها از «احساسات» بیشتر و منطق و عقل‌گرایی کمتری برخوردارند. درنهایت باید گفت که هدف آنها از این دوگانه‌گرایی ایجاد تقرب و وحدت درمیان تمام سیاهان جهان بود. اعضای نگریتود آرا و نوشته‌های خود را در مجلهٔ فرانسوی زبان «ارفئوس سیاه» منتشر می‌کردند. در این مجله روشنفکران زیادی همچون ژان پل سارتر علیه استعمار قلمفرسایی می‌کردند.

## تأثیرات و تأثرات

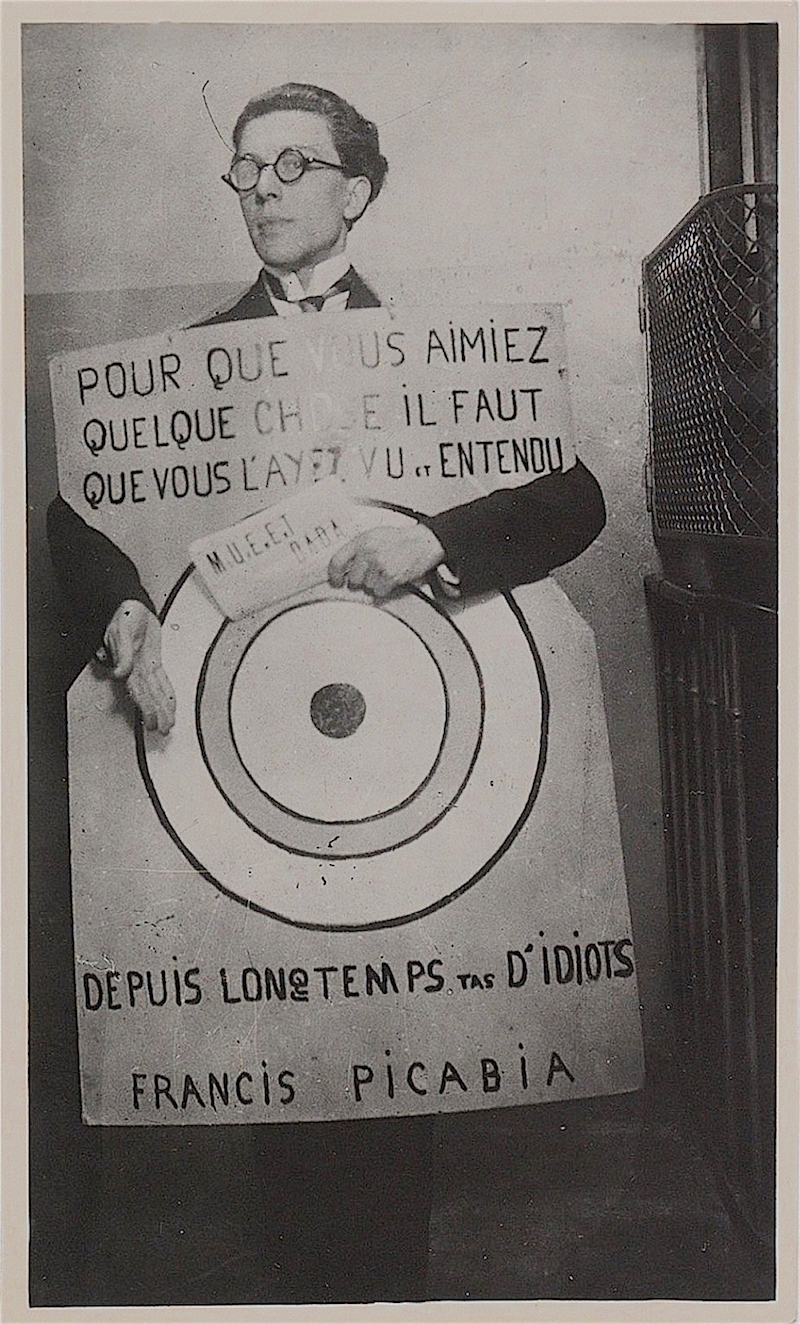
تصویری از آندره برتون آغازگر مکتب سوررئالیسم در فرانسه. برتون و سزر هردو از هم تأثیرات فراوانی را گرفتند تا اینجا که گفته می‌شود این سزر بود که با عقاید خود برتون را به سمت انقلاب سورئالیستی سوق داد. نگریتود را می‌توان وجه دیگر سورئالیسم دانست.

جنبش نگریتود همزمان با اوج‌گیری ادبیات سیاهان در جهان و بویژه فرانسه ایجاد شد. رهبران و اعضای نگریتود به شدت تحت تأثیر مارکسیسم و جنبش فراواقع‌گرایی (سوررئالیسم) و موسیقی جاز قرار داشتند و با تعدادی از سیاهپوستان اهل مارتینیک همچون رنه منیل (نویسندهٔ سورئال) و جنبش «دفاع مشروع» و نیز فرانتس فانون ارتباط برقرار کردند و فانون نیز در بسیاری از آثار خود از منابع این جنبش استفاده می‌کرد.

دستاوردهای این جنبش نه در بعد سیاسی بلکه بیشتر در بعد هنری و ادبی بود. بسیاری از شاعران با تأثیر از این جنبش و نوع نگاه، شعر سرودند و داستان نوشتند مانند امه سزر، الیون فانتوره، ووله شوینکا، ویلیام ساسین.

## انتقادات
نقدهای بسیاری علیه این جنبش از دزون عده‌ای دیگر از روشنفکران سیاه‌پوست مطرح شده بود. به‌طور مثال ووله شویینکا، نویسندهٔ نیجریایی معتقد بود که این دوگانه‌سازی و ادعا که آفریقایی‌ها درمقابل اروپایی‌ها از احساسات بیشتری برخورداند خود ریشه در تفکرات استعمارگران دارد. او در این‌باره می‌گوید:
ببر از ببروارگی اش نمی‌گوید، او می‌جهد. (شویینکا)
فرانتس فانون هم پس از دور شدن از این جنبش در اثر خود به نام «پوست سیاه، صورت‌های سفید» معتقد بود که مبارزه علیه استعمار باید سیاسی باشد تا تأثیر مثبتی بگذارد.